# Camnascires IV
Camnascires IV (em sua cunhagem registrado no genitivo, Kamnisirou, ΚΑΜΝΙΣΙΡΟΥ) ou Camasquiri IV (Kammaškiri) foi um rei camnascírida de Elimaida de 62/1 (ou 59/8) a 56/5 a.C..